# ام‌وی کانا
ام‌وی کانا (به انگلیسی: MV Canna) یک کشتی است که طول آن ۲۲٫۵ متر (۷۳٫۸ فوت) می‌باشد. این کشتی در سال ۱۹۷۵ ساخته شد.